# Xã Bois Brule, Quận Perry, Missouri
Xã Bois Brule (tiếng Anh: Bois Brule Township) là một xã thuộc quận Perry, tiểu bang Missouri, Hoa Kỳ. Năm 2010, dân số của xã này là 540 người.